# エリス郡 (カンザス州)
座標: 北緯38度55分 西経99度19分 / 北緯38.917度 西経99.317度
エリス郡 (Ellis County、標準略語：EL) はアメリカ合衆国カンザス州に位置する郡である。2010年国勢調査での人口は28,452人であり、2000年の27,507人から3.4%増加した。最大都市及び郡庁所在地はヘイズ(Hays)である。

## 歴史
エリス郡は1867年2月26日に設立された。郡名は第12連隊カンザス志願兵歩兵連隊のGeorge Ellis中尉に因んで名づけられた。
1942年にウォーカー陸軍飛行場がウォーカーの北西に建設された。第二次世界大戦中にB-29の初期訓練のために多くの兵隊が駐留したが、戦後解体された。

## 法と政府
エリス郡はアルコールを禁じる、すなわち「ドライ」の郡だったが、1986年にカンザス州憲法が修正され、住民は投票で個人が嗜むアルコール飲料の販売を承認した。ただし、食料販売量の30％までという制限が付いた。この制限は1988年の住民投票で撤廃された。

## 地理
アメリカ合衆国統計局によると、この郡は総面積2,331.96 km2 (900.37 mi2) である。このうち2,330.76 km2 (899.91mi2) が陸地で1.20 km2 (0.46 mi2) が水域である。総面積の0.05%が水域となっている。

### 隣接する郡
- ルークス郡 (北)
- オズボーン郡 (北東)
- ラッセル郡 (東)
- ラッシュ郡 (南)
- ネス郡 (南西)
- トレゴ郡 (西)

### 主要高規格道路
- 州間高速道路70号線
- アメリカ国道183号線

## 人口動勢

人口ピラミッド

2000年現在の国勢調査で、この都市は人口27,507人、11,193世帯、及び6,771家族が暮らしている。人口密度は12/km2 (31/mi2) である。5/km2 (13/mi2) の平均的な密度に12,078軒の住宅が建っている。この都市の人種的な構成は白人96.10%、アフリカン・アメリカン0.67%、先住民0.21%、アジア0.82%、太平洋諸島系0.02%、その他の人種1.31%、及び混血0.89%である。ここの人口の2.37%はヒスパニックまたはラテン系である。
この郡内の住民は22.40%が18歳未満の未成年、18歳以上24歳以下が18.40%、25歳以上44歳以下が25.20%、45歳以上64歳以下が19.60%、及び65歳以上が14.30%にわたっている。中央値年齢は33歳である。女性100人ごとに対して男性は95.80人である。18歳以上の女性100人ごとに対して男性は92.60人である。
この郡内の世帯ごとの平均的な収入は32,339米ドルであり、家族ごとの平均的な収入は44,498米ドルである。男性は29,885米ドルに対して女性は21,269米ドルの平均的な収入がある。この郡の一人当たりの収入 (per capita income) は18,259米ドルである。人口の12.90%及び家族の6.50%は貧困線以下である。全人口のうち18歳未満の9.20%及び65歳以上の10.00%は貧困線以下の生活を送っている。

## 都市及び町

### 法人化された都市
- ヘイズ (郡庁所在地)
- エリス
- シェーンチェン
- ビクトリア

### その他の町
- Antonino
- Catharine
- Emmeram
- Munjor
- Pfeifer
- Toulon
- Turkville
- Walker
- Yocemento

## 郡区
エリス郡は9つの郡区に分かれている。エリス及びヘイズ市は 「政治的に独立」（英: governmentally independent)  と見なされ郡区向けの国勢調査外観から除外されている。以下の表内の人口中心は、もしかなりの数ならば、郡区の人口総計を含む最大都市である。

## 教育

### 統一教育学区
参照：list of unified school districts in Kansas。
- エリス USD 388
- ビクトリア USD 432
- ヘイズ USD 489